# 第75步兵師 (德國國防軍)
第75步兵師（德語：75. Infanterie-Division）是納粹德國國防軍陸軍的一個步兵師。該師於1939年8月組建。
第二次世界大戰期間，該師在德國西部防守待命，沒有參與入侵波蘭和入侵法國行動。1941年，該師參與巴巴羅薩行動，此後一直在東線作戰。
該師最後於1945年4月在捷克斯洛伐克被重創，不久解散。

## 註腳
1. ↑  Mitcham（2007年）